# Agora (film)
Agora (Ágora) è un film biografico del 2009 diretto da Alejandro Amenábar, interpretato da Rachel Weisz.
Il film, liberamente ispirato al romanzo di Adriano Petta e Antonino Colavito Ipazia. Vita e sogni di una scienziata del IV secolo, narra in forma romanzata la vita della matematica, astronoma e filosofa greca-alessandrina Ipazia, durante l'epoca delle persecuzioni anti-pagane stabilite per legge dai Decreti teodosiani, fino alla sua morte, avvenuta per mano di un gruppo di cristiani estremisti, nel marzo del 415.

## Trama
Sul finire del IV secolo le tensioni tra cristiani e pagani si accentuano ad Alessandria d'Egitto, dove coesistono una nutrita comunità cristiana e il celebre tempio pagano di Serapide. La tensione sfocia in occasionali episodi di violenza: in uno di questi, lo zelota cristiano Ammonio, dopo essersi esibito dinanzi alla folla in un "miracolo" attraversando incolume un braciere, spinge nello stesso braciere un pagano per dimostrare pubblicamente l'impotenza dei pagani.
Nel Serapeo, la filosofa Ipazia predica la tolleranza e si dedica alle conoscenze classiche: fisica, filosofia e soprattutto astronomia. Queste riflessioni la portano a dubitare del modello geocentrico promosso da Tolomeo, giudicandolo troppo artificioso, e a interessarsi agli ormai dimenticati studi di Aristarco, che ponevano invece il Sole al centro del sistema solare. Viceversa, suo padre Teone mostra una decisa ostilità verso i cristiani, al punto da voler punire una schiava domestica perché in possesso di una croce di legno; per risparmiarle la punizione, un altro schiavo, Davo, mente asserendo di essere anch'egli cristiano, e chiede così di ricevere le frustate al posto della schiava. Dopo aver incontrato Ammonio per le strade della città, Davo si lascia persuadere a convertirsi alla sua fede.
Intanto, la comunità pagana di Alessandria si riunisce in seguito alla provocazione di Ammonio, e Teone concorda con gli esponenti più facinorosi riguardo alla necessità di aggredire fisicamente i cristiani per vendicare l'affronto; nonostante il parere contrario d'Ipazia che decide, in seguito, di non far intervenire i suoi studenti (tranne Oreste che aveva abbandonato la classe a causa del rifiuto della sua dichiarazione d'amore per Ipazia) perché ritiene questa una "stupidaggine". Tuttavia, dopo l'assalto iniziale nella pubblica piazza, i pagani si ritrovano in netta inferiorità numerica, e devono ritirarsi all'interno delle mura del Serapeo, che comprende non solo lo sfarzoso tempio ma anche la famosa Biblioteca di Alessandria; lo stesso Teone viene ferito da un suo schiavo, che si ritrova ad anteporre la sua fede al suo dovere di schiavo. Durante la notte, l'assedio alle mura viene posto in stallo dall'intervento della guardia cittadina, su ordine del Pretore. Tuttavia, la mattina dopo un ambasciatore rende noto ai pagani trincerati le volontà dell'imperatore Teodosio I (anch'egli cristiano): non saranno puniti per l'attacco ai cristiani, ma dovranno ritirarsi dal Serapeo e i cristiani saranno liberi di entrarvi.
I pagani fuggono dall'uscita posteriore del tempio, non prima di aver però portato con sé diversi scritti di teatro, filosofia e matematica, che altrimenti verrebbero sicuramente distrutti insieme alla Biblioteca dalla folla inferocita, come appunto avviene. Davo sceglie di non fuggire insieme a Ipazia e gli altri, bensì di unirsi agli zeloti nella distruzione del Serapeo, odiato simbolo della cultura classica e pagana. Segretamente infatuato della sua padrona, torna poi nella sua casa per cercare di abusare di lei, ma desiste, còlto dalla vergogna. Ipazia sceglie di liberarlo per scacciarlo dalla propria dimora, mentre Teone muore in seguito all'infezione della ferita durante gli scontri con i cristiani.
Passano diversi anni, durante i quali il paganesimo scompare dalla vita pubblica alessandrina e il Cristianesimo assume una posizione sempre più dominante nella società dell'Impero. Il vescovo Cirillo, che condivide le politiche di cancellazione dei culti pagani come predetto pochi anni prima da Teodosio, minaccia l'ordine sociale del prefetto Oreste, ex-allievo di Ipazia. Scoppia inoltre un conflitto con la comunità ebraica locale, che viene assalita dagli zeloti, guidati da Ammonio, al teatro. Gli ebrei decidono di vendicarsi nottetempo, attirando con l'inganno nella cattedrale i parabolani, di cui faceva parte anche Davo, massacrandoli a colpi di pietre; pochi sopravvivono. Ne segue una persecuzione su vasta scala degli ebrei, che vengono uccisi pubblicamente e poi ammassati in grandi pile funerarie.
Frattanto, Ipazia continua i propri esperimenti sul modello eliocentrico, iniziando a covare dubbi riguardo un'orbita perfettamente circolare dei pianeti. La situazione si aggrava ulteriormente quando Oreste, seppure cristiano e battezzato, rifiuta di inginocchiarsi dinnanzi alle Sacre Scritture durante una pubblica messa, dopo che Cirillo appositamente ne ha letto un passo di San Paolo che diffida le donne dall'insegnare agli uomini. Si scatenano così pesanti maldicenze sull'influenza negativa che Ipazia, dichiaratasi non cristiana di fronte al Concilio, avrebbe su Oreste. Ammonio colpisce Oreste scagliandogli una pietra all'uscita della Chiesa, e viene così messo a morte, ma ormai su Ipazia gravano le accuse di empietà e stregoneria. Proprio mentre lei finalmente intuisce che i pianeti si muovono su orbite ellittiche, i parabolani, ora fuori di sé, decidono di linciarla.
Davo sente questi discorsi e corre a casa della sua ex-padrona per avvertirla, ma scopre che si è nuovamente recata al Concilio, dove Oreste, su suggerimento di Sinesio (anch'egli ex allievo di Ipazia),  le ha offerto un'ultima possibilità di scampare alla furia del popolo: battezzarsi, come hanno già fatto, seppur loro malgrado, tutti i membri del Concilio non cristiani. Ipazia rifiuta perché non vuole prestare fede a nulla che non sia la sua libera adesione all'amore per il sapere. Sulla via per tornare alla propria dimora viene quindi sequestrata da un gruppo di parabolani e di zeloti, che la portano in una chiesa isolata per scorticarla viva. Davo, che si è unito al gruppo strada facendo, propone invece di lapidarla per evitare il contatto con il suo sangue impuro. Approfittando del tempo necessario agli zeloti per raccogliere le pietre fuori dalla chiesa, si avvicina a Ipazia e, con il suo tacito consenso, la soffoca, risparmiandole così una morte ben più dolorosa per mano degli zeloti. Nel morire, Ipazia ha una visione dell'oculo della cupola del tempio deformata in un'ellisse dalla prospettiva; comprendendo la veridicità delle sue supposizioni, muore serena. Davo dice alla folla che Ipazia è svenuta e se ne va rattristato mentre sente gli zeloti che lapidano il corpo della donna senza pietà.
Dopo la morte di Ipazia, Oreste, ancora innamorato di lei, sparisce nel nulla e Cirillo prende il potere su Alessandria d'Egitto. Dopo la sua morte verrà dichiarato santo (come anche Ammonio).

## La problematica scientifica
La protagonista Ipazia è rappresentata come una filosofa e una scienziata che insegna ponendo questioni sulla validità del sistema tolemaico, che a quell'epoca si stava consolidando. Ella argomenta sui temi astronomici e fisici tipici della Rivoluzione Scientifica: come possono le stelle erranti (i pianeti) descrivere epicicli e deferenti.
Nel film, Ipazia, riferendosi all'antico scienziato Aristarco (il primo a teorizzare un sistema eliocentrico), immagina, molti secoli prima di Niccolò Copernico e di Galilei, che sia la Terra a girare attorno al Sole e non il contrario, come nel modello tolemaico, disegnando un cerchio. A questo modello, Ipazia, osservando come il Sole appaia alternativamente più lontano o più vicino alla Terra, aggiunge l'ipotesi dell'orbita ellittica (di cui il cerchio è in geometria un caso particolare),  basandosi sul cono di Apollonio ed arrivando così ad una soluzione simile a quella di Keplero, fondata su orbite ellittiche anziché circolari.
L'idea romanzata che ne consegue è che, se Ipazia non fosse stata lapidata dai cristiani, sarebbe forse riuscita ad anticipare di ben dodici secoli il modello astronomico di Keplero. Come gli stessi titoli di coda del film precisano, l'attribuzione ad Ipazia di questa tesi non ha fondamento documentale ed è puramente speculativa. Nel film inoltre questa idea scientifica è mostrata come una aggravante della posizione di filosofa e pagana della donna (prendendo probabilmente spunto dall'accusa di empietà rivolta secoli prima ad Aristarco da Cleante di Asso).
Dai documenti rimasti, il contributo scientifico di Ipazia appare principalmente associato ai lavori del padre, Teone di Alessandria. Si può anche osservare che Keplero, nella celebre Astronomia nova, derivò le orbite ellittiche dai dati di Tycho Brahe, e precisamente da quelli sui moti di Marte la cui orbita è molto eccentrica. Prima di allora sarebbe stato difficile immaginare orbite non circolari; lo stesso Galilei scartò tale ipotesi come insensata.
Pochi anni dopo la morte di Ipazia nel 415, Proclo (412-485) portò ai più alti livelli speculativi il neoplatonismo, e stese un'introduzione alle teorie astronomiche di Ipparco e Tolomeo, descrivendo la teoria matematica del moto dei pianeti basata sulla teoria degli epicicli. Come Ipazia, Proclo studiò ad Alessandria d'Egitto e fu un filosofo neoplatonico pagano, oltreché giurista e attivo politico. Inviso al partito cristiano di Atene, dal 437 fino alla morte rimase comunque a capo della scuola fondata da Platone in questa città.

## Errori storici
Sebbene vi siano diverse versioni e testimonianze dei fatti su cui si basa il film, questi sono per lo più, romanzati ed inesatti.
- In nessun racconto né di Socrate né di Giovanni Nikiou ci sono collegamenti di Ipazia con il Saccheggio della Biblioteca Alessandria o con la distruzione del Serapeo.
- Si ritiene che Ipazia fosse nata intorno al 350 d.C., e per tanto non era più giovane ma all'epoca dei fatti del film poteva avere intorno ai 60 anni.
- Davo, che nella prima parte del film è uno degli schiavi di Ipazia e in seguito aggregato alla setta dei parabolani, è un personaggio immaginario annesso a fini puramente narrativi. Perciò, storicamente, la morte di Ipazia non sarebbe mai avvenuta per mano di Davo, come rappresentato nel film.
- Il vescovo Cirillo nel film accusa pubblicamente Ipazia di stregoneria, istigando in via implicita i parabolani a eliminarla. Tale fatto non è supportato dalle fonti, né dal libro VII di Socrate Scolastico, su cui si basa ampiamente il film; tuttavia il testo riporta: «s'incontrava alquanto di frequente con Oreste, l'invidia mise in giro una calunnia su di lei presso il popolo della chiesa, e cioè che fosse lei a non permettere che Oreste si riconciliasse con il vescovo».
- Nel film si parla dei forti conflitti tra ebrei e cristiani in Alessandria. In realtà era da tempo che gli ebrei vivevano in pace.

## Produzione

### Riprese
Le riprese sono state fatte nei siti di Forte Ricasoli, Delimara, Medina, La Valletta e Marsa Scirocco sull'isola di Malta, sono cominciate il 15 marzo 2008 e sono durate quindici settimane. I costi di produzione si aggirano intorno ai 50 milioni di euro.

## Promozione
È stato presentato al Festival di Cannes 2009 come film fuori concorso e al Festival internazionale del film di Toronto del 2009.

## Distribuzione
Il film, in lingua inglese, è uscito il 9 ottobre 2009 in Spagna.
Nel febbraio 2010, e a seguito di richieste provenienti anche da quotidiani come La Stampa, la Mikado Film ha acquisito i diritti di distribuzione per l'Italia e il film è uscito nelle sale cinematografiche italiane venerdì 23 aprile 2010. La sua uscita, fortemente voluta, ha fatto molto discutere. Su questo ritardo sono state paventate delle ingerenze vaticane, altri invece hanno parlato di richieste troppo esose da parte dei distributori originali.

## Riconoscimenti
- 2010 - Premi Goya
  - Candidatura per la miglior sceneggiatura originale
  - Candidatura per la migliore fotografia
  - Candidatura per la miglior scenografia
  - Candidatura per i migliori costumi
  - Candidatura per il miglior trucco
  - Candidatura per la miglior produzione
  - Candidatura per i migliori effetti speciali
- 2010 - Nastri d'argento
  - Migliori costumi
- 2010 - Premio Lumia
  - Migliore Storia